# Ceraleurodicus duckei
Ceraleurodicus duckei là một loài côn trùng cánh nửa trong họ Aleyrodidae, phân họ Aleurodicinae.
Ceraleurodicus duckei được Penny & Arias miêu tả khoa học đầu tiên năm 1980.